# Непложа
Непложа — река в Рязанской области России.
Протекает по территории Шиловского района. Берёт начало у урочища Непложа, впадает в реку Оку в 583 км от её устья по правому берегу. Длина реки составляет 43 км, площадь водосборного бассейна — 263 км².
Система водного объекта: Ока → Волга → Каспийское море.

## Данные водного реестра
По данным государственного водного реестра России относится к Окскому бассейновому округу, водохозяйственный участок реки — Ока от города Рязань до водомерного поста у села Копоново, без реки Проня, речной подбассейн реки — бассейны притоков Оки до впадения Мокши. Речной бассейн реки — Ока.
Код объекта в государственном водном реестре — 09010102212110000025898.